# Tilakidium indicum
Tilakidium indicum är en svampart som beskrevs av Vaidya, C.D. Naik & Rathod 1986. Tilakidium indicum ingår i släktet Tilakidium och familjen Hypocreaceae.   Inga underarter finns listade i Catalogue of Life.